# エアーズ (ゲーム)
『エアーズ』（THE AIRS）は、1999年3月25日にビクターインタラクティブソフトウェア（現マーベラスインタラクティブ）より発売されたプレイステーション用ゲームソフト。

## 概要
本作はレース要素を組み込んだRPGである。
舞台であるフローティアは反重鉄と呼ばれる金属が存在し、住人は浮上する島で生活している。各島をつなぐ交通は全て浮空機（飛行機ではない）と呼ばれる乗り物である。この浮空機を用いたレース「天空キャノンボール」に参加する主人公たちを描いた幻想的な物語となっている。
浮空機はキャノピー・フロント・リア・エンジン・特殊武器で構成されており、アイテムを用いて自在にカスタマイズすることができる。組み合わせは1万通り以上となり、オリジナルの浮空機を作り出すこともこのゲームの楽しみの一つである。
キャラクターデザインはまつやまいぐさが担当した。

## ストーリー
フローティアでは13歳になると、島の外へ浮空できるパスポートの発行を受けることができる。13歳となったティガロはアイランらとともに天空キャノンボールへ参加し、父アザトスのなしえなかった天空キャノンボールの優勝と、アザトス失踪の真相を探る旅に出ることになる。その途中この世界の真相とアザトス失踪の真相を知ることになる。

## 登場人物
主人公3人の名前はデフォルトである。
ティガロ
ゲームの主人公のうちの一人であり、プレーヤーは彼を分身として操作する。幼馴染のアイランの誘いを受けて天空キャノンボールに参加する。
アイラン
ティガロの幼馴染ティガロと同じウエルカンドの住人であるが、幼いころに母親と離れ離れになり孤児院で生活をしている。
ピッキィ
ティガロの相棒であるモモンガで、しゃべることができない。なおフローティアでは人間と動物という隔たりはなく総てが住人であるため、ピッキィはペットという扱いを受けていない。
アザトス・ラヴクト
ティガロの父親。前回の天空キャノンボールのレース終盤に謎の失踪を遂げる。
クェーサー
前回の天空キャノンボールの覇者で、アザトスが失踪する直前までデッドヒートを繰り広げた。アザトス失踪の真相を知っているものと思われる。
アザトスの妻であるサワランの弟であり、アイランの父であると思われる。
ライネル
マシュー家113代目当主。空賊の女元首、この世界の真相を知る三家系のうちの一人。
ドロゾフ・P・マッキンタイヤ
マッキンタイヤ家113代目当主
財閥であるパンサー協会の元首、反重鉄を各地より集め人工の島サウスアイランドを作る。

## トリニティ
フローティアの世界を維持するための使命を持つ3家系と、マシュー家について。この世界の始まりから存在していると言われている。
ラヴクト家
キーマスターの使命を持つ。カダスゲートを開く力と浮空能力に優れた家系である。
マッキンタイヤ家
アジャスターの使命を持つ。天空キャノンボールを通じて天空魚の数を調整している。
グウヤ家
プロテクターの使命を持つ。天空魚の保護が目的である。共通語を使用出来ず、謎の多い家系である。
マシュー家
シャーマンの力を持つ？ラヴクト家の存続を助ける使命を持つ。現当主のライネルはアザトスの子を産んでいると思われる。

## 大陸
舞台となるフローティアには複数の浮遊する島が存在し、ゲーム中では「大陸」と呼称される。高度の概念があり、低い方から危低層、低空層、中空層、高空層、天高層に区分され、高度別にマップが存在する。
危低層
フローティアで最も低い層であり、薄暗く気象が不安定で危険な空域。BGMが存在しない。危低層で最も低い層は磁気嵐のような環境になっており、近づくことはできない。終盤でその謎が明らかになる。
- アンナセンド

危低層中央からやや北西の位置にある大陸で、雨が多く未開で未だ発展途上の地。住民には失われた魔法のような力が残っている。
- ハリアンナ

逆さまに浮かんだ奇妙な大陸。アイランに何か関係があるようである。
低空層
下から二番目の層。気象が穏やかで、住みやすい環境の大陸が多い。
- ウエルカンド

低空層中央に存在するティガロたちの故郷である大陸。ティガロたちはここから旅立つことになる。
- シャンチェン

低空層北に存在する大陸。竹林が多く中国風の文化を有する。パンダのような外見の住民が暮らしている。
- ハイソヒルズ

低空層南東に存在する大陸。洗練された文化を持つ大陸で、若者の憧れの地。パンサー協会の本部がある。
- アシェップカ

低空層南西に存在する大陸。崩壊した文明の遺跡が残り、定住民はいない。遺跡を研究する者たちが活動している。
中空層
下から三番目の層。ゲーム序盤では低空層との境界に遮断風が吹いており、中空層へ行くことができない。
- ラフラン

中空層西に存在する天空キャノンボールのスタート地点となる大陸。
- サウスアイランド

中空層東に存在する大陸。乾燥した気候で、痩せた農地が広がる。
- ビアラ

中空層南南東に存在する大陸。「情報」の価値が高く評価されており、住民は金銭より情報を重視する傾向がある。また、大陸付近には情報を専門に売買する情報屋がいる。
高空層
- ヤプンヤ
- ロッパンド
- スターシア

天高層
フローティアで最も高い層。通常の手段では到達することができない。
- クラウシア

## 設定
天空キャノンボール
パンサーグループが指揮をとり開催される、浮空機を用いたレース。
10年に1度開催され、今回で113回目を迎える。
各チェックポイントを経由し、各経由地で天空魚という魚を提出しチェック認定を受け、次のチェックポイントへ向かう。各チェックポイント間にはタイムリミットが設けられ、時間内に到達できなければリタイアである。優勝者には莫大な賞金と最高の栄誉が与えられるが、レースの目的は天空魚の確保にある。
反重鉄
フローティアを構成する重要な物質。反重鉄はフローティアの真下にある厚い雲の発するエネルギーを反発する力を持っており、その反発力のおかげで島や浮空機が浮上している。
浮空機
フローティアの交通手段である。外見は非常に飛行機に近いものであるが、翼の発生する揚力で浮上するものではないことが特徴。プロペラやジェットエンジンを推進力に用いる。この世界には空賊というならずものが存在しているため、総ての浮空機に武器が標準装備されている。また、天空キャノンボールではライバルの妨害が許可されており、重火器による攻撃が可能である。
翼による揚力を必要としないため、ゲーム中にはユニークな浮空機が多数存在する。
天空魚
フローティアに存在する生物であり、大半がオスであるが、何年かに一度生まれるメスの天空魚エンジェルサスラが存在する。鱗に反重鉄を含んでいる。
トゥルーラ
封印されている大型の天空魚。ゲーム中盤で復活する。
いつ、どの様にして封印されたのか。何故突然復活したのかは謎である。
エンジェルサスラ
唯一のメスの天空魚。卵は厚い殻で覆われており、自力で孵化することができない。よって御授者と呼ばれる世話人がエンジェルサスラの孵化を助ける。生まれたばかりのエンジェルサスラは本能のままに行動するため、実質御授者は生贄である。
またエンジェルサスラは、産卵のために雲の下に降りるといわれているが、実際のところその生態についてほとんど知られていない。しかしエンジェルサスラはフローティアの存続に関わる存在であり、マッキンタイヤ家の活動は天空魚の滅亡を防ぐためのものである。